# Autorinnenvereinigung
Die Autorinnenvereinigung ist ein Netzwerk für deutschsprachige Schriftstellerinnen aller Genres aus Deutschland, Österreich und der Schweiz in der Rechtsform eines eingetragenen Vereins. Der Verein wurde 2006 als Trägerverein des Rheinsberger Autorinnenforums gegründet, die Zusammenarbeit des Netzwerks reicht aber bis in die 1990er Jahre zurück.

## Geschichte
1995 riefen die Autorinnen J. Monika Walther und Ingrid Protze gemeinsam mit der Literaturwissenschaftlerin Elisabeth Roters-Ullrich vom Literaturbüro Ruhr den ersten Literarischen Salon für deutschsprachige Schriftstellerinnen in Rheinsberg ins Leben, aus dem sich in den Folgejahren das Rheinsberger Autorinnenforum entwickelte, eine Veranstaltung mit Symposien und Workshops namhafter Autorinnen wie Karen Duve, Elke Erb oder Franziska Gerstenberg, die seit 2000 auch einen eigenen Literaturpreis an jeweils mehrere Autorinnen verleiht. Im Jahr 2007 fand das 6. Autorinnenforum in Berlin statt. Der Preis war 2007 mit insgesamt 7.500 Euro dotiert, die Schirmherrschaft übernahm u. a. Ursula von der Leyen.
Als Trägerverein dieses Forums wurde 2006 die Autorinnenvereinigung e.V. ins Leben gerufen, die das 6. Forum in Rheinsberg und Berlin veranstaltete, in Zusammenarbeit mit dem Literaturbüro Ruhr, dem Frauenkulturbüro NRW und dem P.E.N.-Zentrum und gefördert vom Bundesministerium für Familie, Senioren, Frauen und Jugend, der Robert Bosch Stiftung, der Kulturstiftung NRW sowie den Landesregierungen von Berlin und Brandenburg. Die Autorinnenvereinigung zeichnete auch als Mitherausgeber der Dokumentation dieses Forums unter dem Titel „Dünn ist die Decke der Zivilisation. Begegnungen zwischen Schriftstellerinnen“ verantwortlich.

## Verein und Aktivitäten
Die Autorinnenvereinigung unterhält regelmäßige Autorinnentreffs in vielen deutschen Städten, organisiert Lesereihen und Workshops und informiert mit dem monatlich erscheinenden Amelia-Newsletter (benannt nach der amerikanischen Frauenrechtlerin Amelia Earhart) über Veranstaltungen deutschsprachiger Autorinnen. Darüber hinaus finden einmal im Jahr in Düsseldorf die „Poetischen Experimente“ statt. Seit 2010 vergibt die Autorinnenvereinigung in unregelmäßigen Abständen auch Projektstipendien. Die Autorinnenvereinigung war am 2. Oktober 2016 in Berlin – neben 42er-Autoren, Bundesverband junger Autoren und Autorinnen, PEN, Verband deutscher Schriftstellerinnen und Schriftsteller, TSWTC, PAN, Syndikat und Mörderischen Schwestern – Gründungsmitglied des Netzwerks Autorenrechte.
Der Verein hatte 2011 nach Angaben der früheren Vorsitzenden Jana Jürß 125 Mitglieder.

## Erste Vorsitzende der Autorinnenvereinigung
- 2006–2008: Jana Jürß
- 2008–2010: Ulrike Budde
- 2010–2012: J. Monika Walther
- 2012–2013: Petra Ganglbauer
- 2013–2014: Birgit Engelbrecht
- 2014–2017: Ute Hacker
- 2017–2022: Marion Tauschwitz
- seit 2022: Regina Lehrkind

## Preisträgerinnen des Rheinsberger Autorinnenforums
- 2000: Kristin Schulz, Corinna Waffender
- 2002: Zdenka Becker, Tanja Dückers, Karla Reimert
- 2004: Inka Bialy, Odile Kennel, Kerstin Kugler, Christine Thiemt[14]
- 2007: Sandra Bräutigam, Claudia Breitsprecher, Ursula Maria Wartmann[15]

## Von der Autorinnenvereinigung vergebene Stipendien und Ehrungen
- 2010: Michèle Minelli (Projektstipendium)
- 2011: Ina Strelow
- 2012: Ulrike Anna Bleier (Projektstipendium), Claudia Breitsprecher (Autorin des Jahres)
- 2015: Marion Tauschwitz (Autorin des Jahres)[16]
- 2016: Odile Kennel (Autorin des Jahres)[17]
- 2017: Ursula Maria Wartmann (Autorin des Jahres)
- 2018: Christine Thiemt (Autorin des Jahres)
- 2019: Tina Stroheker (Autorin des Jahres)
- 2020: Ulrike Bail (Autorin des Jahres)
- 2022 Nina George (Autorin des Jahres)[18]

## Publikationen
- Maike Stein, Autorinnenvereinigung (Hrsg.): Dünn ist die Decke der Zivilisation. Begegnungen zwischen Schriftstellerinnen. Helmer, Königstein im Taunus 2007, ISBN 978-3-89741-244-6.
- Anthologie 2021 der Autorinnenvereinigung: ISBN 978-3-7534-3519-0.